# SMAP 002
Albums de SMAP
SMAP 001
(1992) SMAP 003
(1993)
Singles
1. Kokoro no Kagami
Sortie : 18 mars 1992

SMAP 002 est le deuxième album studio du groupe de musique japonais SMAP

## Détails de l'album
Il sort le 26 août 1992 et comprend le single Kokoro no Kagami sorti le 18 mars 1992, qui figure comme première piste en version remixée pour l'album. Il atteint la 6e place des classements hebdomadaires des ventes de l'Oricon ; il devient le premier album à se classer dans le Top 10 du classement Oricon.

## Formation
- Masahiro Nakai : leader ; chant principal; chœurs
- Takuya Kimura : chant principal sur la piste n°7 ; chœurs
- Tsuyoshi Kusanagi : chœurs
- Goro Inagaki : chœurs
- Shingo Katori : chœurs
- Katsuyuki Mori : chœurs

## Liste des titres
| CD    | CD                                                  | CD    | CD | CD | CD | CD | CD | CD | CD |
| No    | Titre                                               | Durée |    |    |    |    |    |    |    |
| ----- | --------------------------------------------------- | ----- | -- | -- | -- | -- | -- | -- | -- |
| 1.    | Kokoro no Kagami (TV MIX) (心の鏡)                  | 4:03  |    |    |    |    |    |    |    |
| 2.    | Mayonaka no MERRY-GO-ROUND (真夜中のMERRY-GO-ROUND) | 4:32  |    |    |    |    |    |    |    |
| 3.    | Adieu                                               | 4:20  |    |    |    |    |    |    |    |
| 4.    | Living in the Jungle                                | 4:54  |    |    |    |    |    |    |    |
| 5.    | Sayonara no SUMMER RAIN (さよならのサマーレイン)    | 5:23  |    |    |    |    |    |    |    |
| 6.    | Fade Out                                            | 4:38  |    |    |    |    |    |    |    |
| 7.    | Koi no MELODY (恋のメロディー)                      | 4:25  |    |    |    |    |    |    |    |
| 8.    | Waiting Waiting Waiting                             | 4:15  |    |    |    |    |    |    |    |
| 9.    | Part Time Kiss                                      | 4:44  |    |    |    |    |    |    |    |
| 10.   | Teenage Blue                                        | 4:23  |    |    |    |    |    |    |    |
| 11.   | Heart no Himitsu (Heartの秘密)                      | 3:12  |    |    |    |    |    |    |    |
| 12.   | Kimi ni Muchū -FUNNY GIRL- (君に夢中~FUNNY GIRL~)   | 2:55  |    |    |    |    |    |    |    |
| 45:24 |                                                     |       |    |    |    |    |    |    |    |